# Социјалистичка тржишна привреда
Социјалистичка тржишна привреда је економски модел примењен у Народној Републици Кини. Она се заснива на предузећима која су у државном власништву и отвореној тржишној економији, а свој корен има у концепту Денга Сјаопинга „социјализам са кинеским карактеристикама“.
Овај економски систем заменио је совјетски тип централног планирања привреде после кинеске економске реформе почетком 1978. године. Пак је због тога добио критике од стране Совјетских комуниста да је то систем „државног капитализма“.